# 廖夫雷多
廖夫雷多（義大利語：Riofreddo），是意大利拉齐奥大区罗马首都广域市的一个市镇。总面积12.46平方公里，人口777人，人口密度62.4人/平方公里（2009年）。ISTAT代码为058083。